# Благовіщенка (Волноваський район)
Благові́щенка — село Волноваської міської громади Волноваського району Донецької області, Україна. Відстань до райцентру становить близько 15 км і проходить автошляхом місцевого значення.

## Населення

### Мова
Розподіл населення за рідною мовою за даними перепису 2001 року:
| Мова       | Кількість | Відсоток |
| ---------- | --------- | -------- |
| українська | 54        | 69.23%   |
| російська  | 24        | 30.77%   |
| Усього     | 78        | 100%     |

За даними перепису 2001 року населення села становило 78 осіб, із них 69,23 % зазначили рідною мову українську та 30,77 % — російську.